# 切爾沃納沃利亞 (烏克蘭)
50°58′50″N 27°15′3″E / 50.98056°N 27.25083°E
切爾沃納沃利亞（烏克蘭語：Червона Воля）是烏克蘭北部的村莊，隸屬日托米爾州的茲維亞赫爾區。該村面積2.23平方公里，海拔高度196米，2001年人口405，人口密度每平方公里182.02人。